# Monark
 Ikke at forveksle med restaurantkæden Monarch.
En monark (af græsk monos 'ene', archein 'hersker' ) er overhovedet i et monarki. Begrebet omfatter således både konger, fyrster, kejsere, paver, dronninger, emirer, sultaner, storhertuger m.fl.

## Eksterne links
- Wikimedia Commons har flere filer relateret til Monark